# Zygodon angustatus
Zygodon angustatus là một loài rêu trong họ Orthotrichaceae. Loài này được Schimp. mô tả khoa học đầu tiên năm 1849.